# Klimrek Westerpark
Het Klimrek Westerpark is toegepaste kunst in het Westerpark in Amsterdam-West.
Architect Aldo van Eyck ontwierp tijdens de periode dat hij voor de Dienst der Publieke Werken speelobjecten voor meer dan 700 speelplaatsen in de stad. Hij ontwierp daarbij eenvoudig in elkaar te zetten speelobjecten zoals de iglo en wellicht de eenvoudigste: het duikelrek. Ook voor het Westerpark richtte hij speelplaatsen in. Een van de speelplaatsen werd opgevuld met een drietal zeshoekige zandbakken, waarbij de opstaande rand om het zand binnen de bak te houden tevens gebruikt kon worden als zitplaats. Deze zandbakken zijn bij een herinrichting begin 21e eeuw van het park afgevoerd; ze voldeden niet meer aan de eisen van kinderen en ouders.
In het park stonden ook zogenaamde springstenen en een klimrek. Op de springstenen van steen/beton konden kinderen klauteren en ouders zitten. Ze zien er uit als een poef, maar dan van steenachtig materiaal. Het klimrek, dat in het Westerpark werd geplaatst, week af van de gangbare ontwerpen van Van Eyck voor speelobjecten. De eenvoud is hier verlaten voor een rek met allerlei openingen, hoeken en ook looprekken. De buitenwand heeft de vorm van een onderstuk van een toren; de binnenwand, die van een trechter. Het is als het ware een combinatie van de klimtrechter en –toren die Van Eyck voor elders ontwierp. De bovenzijde wordt afgesloten met een cirkel waaraan dwarsspijlen gehangen kan worden of waarop gelopen kan worden. Ook dit klimrek voldeed niet meer aan de veiligheidseisen, maar het Westerpark wilde dit object bewaren. De veiligheidsproblemen werden opgelost door het gevaarte te voorzien van een rubber ondergrond. In de praktijk bleek overigens dat trimmers de dwarsspijlen gebruiken om hun spieren te rekken, een gelijkenis met een barre.

## Afbeeldingen

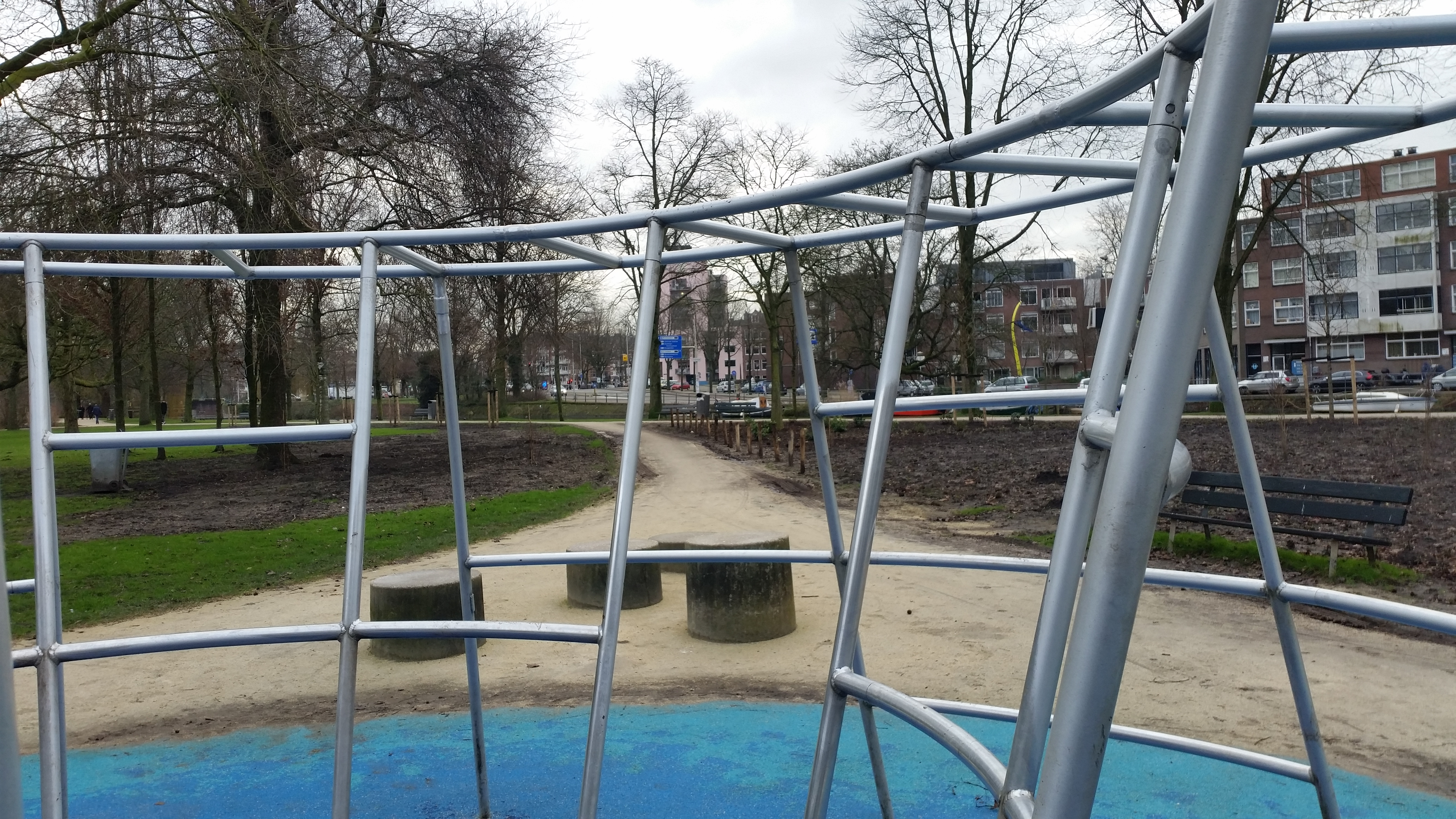
Klimrek van binnenuit (januari 2020)
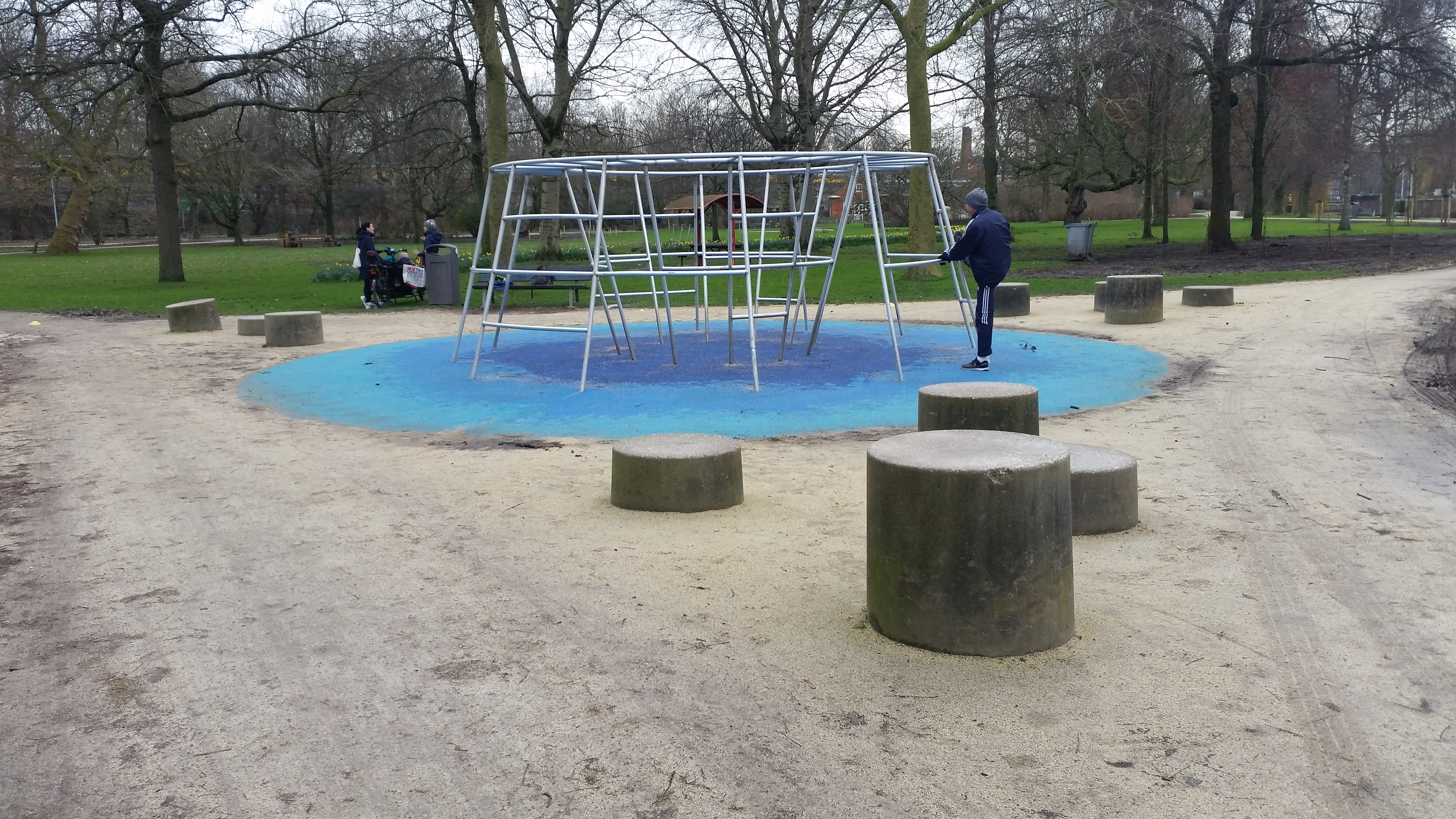
Rekken en strekken (januari 2020)